# اسپرانزا دل مار
اسپرانزا دل مار (به انگلیسی: Esperanza del Mar) یک کشتی است که طول آن ۹۷٫۳۴ متر (۳۱۹٫۴ فوت) می‌باشد. این کشتی در سال ۲۰۰۱ ساخته شد.